# П'єтро Верховод
П'єтро Верховод (італ. Pietro Vierchowod, іноді Петро Верховод; нар. 6 квітня 1959, Кальчинате, Ломбардія, Італія) — колишній італійський футболіст (захисник) і футбольний тренер.
П'єтро Верховод — син колишнього радянського військовополоненого. Його батько, українець Іван Лук'янович Верховод, під час Другої Світової війни потрапив у полон, втік з фашистського концтабору на півночі Італії і воював в партизанському загоні італійського Опору. Після війни він не став повертатися до СРСР і оселився у Ломбардії.

## Клубна кар'єра
Верховод почав грати у футбол в 1973 році в клубі «Романезе», який виступав у аматорському дивізіоні чемпіонату Італії (Серії D). В 1976 році він почав кар'єру професіонального гравця в клубі «Комо». Два сезони «Комо» грав у Серії В, в 1978 опустився до Серії C1, в наступному сезоні повернувся до Серії В і відразу посів в ній перше місце, діставшись до вищого дивізіону італійського чемпіонату — Серії A. Після першого сезону «Комо» в Серії А (1980/81) Верховод привернув увагу селекціонерів провідних клубів країни і в 1981 році підписав контракт з «Фіорентиною».
За «Фіорентину» Верховод відіграв лише один сезон, в якому став віце-чемпіоном країни; в 1982 році він перейшов до «Роми», з якою вперше став чемпіоном Італії. В 1983 Верховода придбала генуезька «Сампдорія», за яку він грав протягом наступних дванадцяти років. Цей період був одним з найуспішніших в історії клубу; у складі «Сампдорії» Верховод виграв своє друге скудетто в 1991 році, чотири рази здобував Кубок Італії, по одному разу — Суперкубок Італії і Кубок володарів Кубків, а також в 1992 році грав у фіналі Кубка чемпіонів, який «Сампдорія» програла іспанській «Барселоні». Захисна лінія генуезців, очолювана Верховодом, стримувала натиск «Барселони» протягом 120 хвилин матчу, і лише у кінці додаткового часу пропустила дальній удар голландця Рональда Кумана.
В 1995 році Верховода, якому вже сповнилося 36 років, несподівано запросив до себе чемпіон країни «Ювентус». Незважаючи на поважний для футболіста вік, Верховод одразу здобув місце в основному складі команди і в 1996 році нарешті виборов Кубок європейських чемпіонів: за результатом серії післяматчевих пенальті «Ювентус» подолав амстердамський «Аякс».
В наступному сезоні 1995/96 Верховоду довелося зіграти за ще один італійський суперклуб — «Мілан», який, проте, переживав тоді не найкращі свої часи і закінчив сезон лише на 11-му місці.
В 1996 році Верховод перейшов до «П'яченци», за яку відіграв ще три сезони. Кар'єру гравця він завершив майже в 40-річному віці; за своє спортивне довголіття він був прозваний пресою «великим стариком італійського футболу». Всього в Серії A він відіграв 562 матчі, посівши за цим показником друге місце після тодішнього рекордсмена Діно Дзоффа (570; пізніше цей рекорд був перевершений Паоло Мальдіні і Джанлукою Пальюкою). Верховод планував побити рекорд Діно Дзоффа, але в 2000 році «П'яченца» покинула Серію A, і Верховод вирішив завершити ігрову кар'єру. Всього за 21 сезон в Серії A він забив 38 голів.

## Національна збірна
До збірної Італії Верховод почав викликатися ще на початку 1981 року, під час виступів за «Комо», хоча частіше знаходився в запасі і відіграв лише два матчі. Він дебютував у складі збірної 6 січня 1981 року в матчі проти Нідерландів. Верховод був включений до складу збірної на чемпіонаті світу 1982 року в Іспанії, але на цьому чемпіонаті на поле не виходив, як й інший майбутній знаменитий захисник Франко Барезі.
Після чемпіонату Верховод почав стабільно виходити на поле в основному складі збірної, однак наступне чотириріччя видалося для збірної Італії вкрай невдалим: вона не пройшла кваліфікацію до чемпіонату Європи 1984 року, а на чемпіонаті світу 1986 року в Мексиці програла в ⅛ фіналу Франції. Коли восени 1986 року новий тренер збірної Адзельйо Вічіні почав реорганізацію команди, Верховод попав в число гравців, які не вписалися в нову команду.
До збірної він повернувся лише у відбірному циклі до чемпіонату світу 1990 року, хоча на самому чемпіонаті лише двічі виходив на заміну і повністю відіграв матч за третє місце. У півфінальному матчі, який Італія драматично програла у післяматчевих пенальті збірній Аргентини, Верховод участі не брав.
Востаннє він грав за збірну 1 травня 1993 року проти Швейцарії. Всього він відіграв за збірну 45 матчів, в яких забив два м'яча.
Верховод став найстарішим гравцем, що забив м'яч за збірну Італії: 24 березня 1993 року, коли він забив гол в ворота збірної Мальти, йому було 33 роки 11 місяців і 18 днів; матч закінчився з рахунком 6:1 на користь Італії.

## Тренерська кар'єра
Тренерська кар'єра Верховода була невдалою. В сезоні 2001/02 він тренував «Катанію», яка грала в Серії C1, потім деякий час працював у «Фіорентині» в скрутний для неї час, коли вона внаслідок фінансової кризи опинилася в Серії C2, але в обох випадках покинув посаду ще до закінчення сезону. 13 вересня 2005 року він став тренером «Трієстини» в Серії B, але через погані результати був звільнений вже в грудні того же року.

## Досягнення і нагороди
- Чемпіон світу: 1982 (у складі збірної Італії)
- Бронзовий призер чемпіонату світу: 1990 (у складі збірної Італії)
- Чемпіон Італії: 1982-83 (у складі «Роми»), 1990-91 (у складі «Сампдорії»): Віце-чемпіон: 1981-82 (у складі «Фіорентини»), 1995-96 (у складі «Ювентуса»);

Третє місце — 1993-94 (у складі «Сампдорії»)
- Володар Кубка Італії: 1984-85, 1987-88, 1988-89, 1993-94 (у складі «Сампдорії»)
- Володар Суперкубка Італії: 1991 (у складі «Сампдорії»), 1995 (у складі «Ювентуса»)
- Володар Кубка володарів Кубків: 1989-90 (у складі «Сампдорії»)
- Володар Кубка європейських чемпіонів: 1995-96 (у складі «Ювентуса»)
- Фіналіст Кубка володарів Кубків: 1988-89 (у складі «Сампдорії»)
- Фіналіст Кубка європейських чемпіонів: 1991-92 (у складі «Сампдорії»)